# Jananas
Jananas – czeski kwartet wykonujący muzykę folk, pochodzący z dzielnicy Pragi Holešovice, założony w 2005 roku.
W 2009 grupa otrzymała nagrodę „Krtek” (nagrodę muzyczną festiwalu Zahrada). W 2010 zespół otrzymał nominację do nagrody „Andel 2010” w kategorii folk & country.

## Dyskografia
- …a DEMO co?, 2006
- DEMO na to!, 2008
- Jananas, 2010
- Malorážka, singel, 2016
- To samo, 2016